# آن هووبر
آن هووبر (بالإنجليزية: Anne Hooper)‏ هي كاتبة العمود بريطانية، ولدت في 1941.